# Esther Roord
Esther Roord (Bussum, 25 januari 1965) is een Nederlands actrice. Ze speelt zowel toneel- als televisierollen.

## Levensloop
Esther Roord studeerde in 1991 af aan de toneelschool in Amsterdam en werd "ontdekt" door Willem Nijholt. Hoewel ze voornamelijk in het theater te zien is, speelde ze ook in enkele televisieseries. Bekend werd ze met haar rol als Sonja Wegeman, de buurvrouw van Kees in de komedieserie Kees & Co, die van 1997 tot en met 2006 werd gemaakt en geregeld herhaald is op televisie. In het seizoen 2006-2007 speelde Roord in de theaterkomedie Dubbel Op naast Jon van Eerd. Deze productie werd bij Omroep MAX uitgezonden op televisie.
Daarnaast was ze in reclamespotjes van Philadelphia en McDonald's te zien.
In het seizoen 2008-2009 reisde ze rond met onder anderen Liesbeth List en Geert Hoes met de musical Piaf de Musical, daarna was zij in het theaterseizoen 2009-2010 in het toneelstuk Allo Allo! te zien. In 2009 won Roord de John Kraaijkamp Musical Award in de categorie Beste Vrouwelijke Bijrol in een Kleine Musical, voor haar rol als Momone in de musical Piaf.
In het theaterseizoen van 2010-2011 speelde Roord in de theaterversie van Zadelpijn en Ander Damesleed, waarin zij de rol van Jacqueline vertolkte. De voorstelling ging in augustus en september in reprise in het Oude Luxor Theater te Rotterdam en het Koninklijk Theater Carré in Amsterdam. De voorstelling werd bekroond met de Veghelse Toneelpublieksprijs en eindigde als tweede in de AVRO Toneel Publieksprijs. In september 2011 werkte Roord mee aan "De Snorrenclub" (HelemaalLoos Producties) voor het 48 Hour Film Project, waarvoor ze als beste actrice genomineerd werd. Ook was zij opnieuw te zien in de voorstelling Mama!, bij KO Theaterproducties.
In 2012 maakte Roord samen met onder anderen Fred Butter, Nance Coolen, Rik Hoogendoorn en Tony Neef deel uit van de vakjury van de Gouden Pepernoot. Deze stichting reikt prijzen uit voor de beste Sinterklaasinitiatieven in Nederland.

## Filmografie

### Theater
- 1991: Torch Song Trilogy (Theaterschool; Diverse rollen)
- 1991: Private Lives (Impresariaat Gislebert Thierens; Sybil Chase)
- 1992: Roze krokodillen (Impresariaat Gislebert Thierens; Louis, tenorsaxofoniste)
- 1993: Madame de Sade (Theaterschool; Anne)
- 1993: Nu sijt wellecome (Impresariaat Gislebert Thierens; Peggy Jackson)
- 1994: Later is te Laat (Impresariaat Gislebert Thierens;Joanna Lyppiatt)
- 1995: Torch Song Trilogy (Joop van den Ende Theaterproducties; Laurel)
- 1995: David Copperfield (Bellevue/De la Mar; Clara Copperfield / Mrs. Creakle / Agnes Wickfield)
- 1996: Carlie (Bergen; Gloria)
- 1998: Het Zakkendiner (Joop van den Ende Theaterproducties; Marleen)
- 1999: Popcorn (ZEP; Farrah Delamitri)
- 2004: Mama! (Klein Ovink Theaterproducties; Maria)
- 2005: Mama! (Klein Ovink Theaterproducties; Maria)
- 2006: Dubbel Op (V&V-entertainment; Tanja Bril)
- 2007: Assepoester (V &V-entertainment; Boze Stiefmoeder)
- 2008: Piaf (V &V-entertainment; Momone)
- 2009: Piaf (V &V-entertainment; Momone)
- 2010: Allo Allo! (3 and a Crowd; Edith)
- 2011: Zadelpijn en Ander Damesleed (Bos Theaterproducties; Jacqueline)
- 2012: Mama! (KO Theaterproducties; Maria)
- 2012: Zadelpijn en Ander Damesleed 2 (Bos Theaterproducties; Jacqueline)

### Televisie
- 1990 - Het Futiliteitenmuseum - Verschillende rollen
- 1992 - Niemand de deur uit! - Maria Krispijn (Afl. Ouderwetsheid?, 1992)
- 1992 - Zonder Ernst - Marie-Louise
- 1993 - Pleidooi - Nola
- 1993 - Oppassen!!!: Afl. 46, Het vrouwencondoom - Verkoopster bij de drogist
- 1993 - Bureau Kruislaan: Bloed onder de nagels
- 1993 - Flodder: De mooiste dag van je leven - Vriendin van lichte zeden
- 1995 - M'n dochter en ik: Afl. 16, Uit elkaar - Anna
- 1995 - Coverstory: afl. 2.11 - Mevrouw Gellinghuis
- 1996 - Mortinho por Chegar a Casa: - Jacqueline
- 1998 - Baantjer: De Cock en de moord op de jaren - Doortje Bunk
- 1997-2006 - Kees & Co - Sonja Wegeman
- 2002 - Hartslag - Meta Feld
- 2010 - Flikken Maastricht - Mevrouw De Groot

### Film
- 1994 - Prime Time
- 1995 - Dying to go home
- 2004 - Shrek 2 als de stem van Joan Rivers
- 2011 - De Snorrenclub voor het 48 Hour Film Project

## Prijzen en nominaties
- John Kraaijkamp Musical Award voor Beste Vrouwelijke Bijrol In Een Kleine Musical 2009 (Trivia: 100e John Kraaijkamp Musical Award)
- Veghelse Toneelpublieksprijs voor Beste Toneelvoorstelling 2010-2011
- AVRO Toneel Publieksprijs als tweede geëindigd voor Beste Toneelvoorstelling 2010-2011
- 48 Hour Film Project nominatie Beste Actrice 2011